# Las nueve revelaciones (película)
Las nueve revelaciones es una película basada en la novela homónima de James Redfield y dirigida por Armand Mastroianni.

## Sinopsis
El azar o el destino dirigen a John a la selva tropical de Perú. Allí unos investigadores acaban de descubrir unos escritos ancestrales que anuncian la llegada de una nueva etapa para el hombre que cambiará la percepción sobre todo lo que le envuelve y le proveerá de una nueva percepción de cara al futuro. Estas revelaciones son supuestamente una amenaza y un riesgo para quienes las conocen, según los antagonistas.

## Reparto
- Matthew Settle como John.
- Thomas Kretschmann como Will.
- Sarah Wayne Callies como Marjorie Carter.
- Annabeth Gish como Julia.
- Obba Babatunde como Miguel.
- Robyn Cohen como Charlene.
- John Aylward como Dobson.
- Castulo Guerra como el Padre José.
- Héctor Elizondo como el Cardenal Sebastian.
- Joaquim de Almeida como el Padre Sánchez.
- Jürgen Prochnow como Jensen.
- Petrus Antonius como el General Martez.
- Rachel Erickson como la niña de "The Ring".
- Vernee Watson Johnson como el Principal.
- Joel Antonio Juan como el asistente del Principal.

## Resumiendo
El siguiente es un resumen de los Nueve Pasos descritos por Redfield en su libro "La Novena Revelación". 
1. Una masa crítica : Tomando conciencia de las coincidencias en nuestra vida 
¿Te sientes inquieto? No estás solo: Todos están empezando a buscar 
más significado en su vida. Pon atención a esas "Coincidencias" - que parecen 
ser eventos destinados a suceder. Son realmente eventos sincrónicos, y 
siguiéndolos, entrarás en tu camino de verdad espiritual. 
2. Una nueva manera de mirar el mundo 
Observa nuestra cultura dentro de su contexto histórico. La primera mitad 
del pasado milenio se malgastó bajo el pulgar de la iglesia; en la segunda mitad solo nos preocupamos del bienestar material. Ahora, al fin del siglo XX, 
eso ya no nos importa. Estamos listos para descubrir el principal propósito 
de la vida. 
3. Un Universo de energía dinámica 
Empieza a conectarte con la energía que envuelve a las cosas. Con práctica, 
aprenderás a ver el aura alrededor de los seres vivos y aprenderás a proyectar 
tu propia energía para entregar fuerza. 
4. La lucha por el poder : Competencias por la energía humana 
Una competencia inconsciente por energía es la base de todos los conflictos. 
Dominando o manipulando a otros, nos da energía extra que pensamos 
necesitar. Seguro que se siente bien, pero ambas partes resultan dañadas en 
el conflicto. 
5. Conectándose con la energía divina que llevas dentro 
La clave para sobreponerse al conflicto en el mundo es la experiencia 
mística, que es alcanzable para cualquiera. Para nutrir lo místico y construir 
tu energía, déjate llenar por un sentimiento de amor. 
6. Aclarando el camino : Descubriendo tu ruta en la vida 
Los traumas de la niñez bloquean nuestra habilidad para experimentar lo 
místico. Los humanos, a causa de sus cargas, desembocan en uno de cuatro 
"dramas de control" : Los Intimidadores roban energía del resto con 
amenazas. Los Interrogadores la roban juzgando y cuestionando. 
Los reservados atraen atención (y energía) coqueteando. Y las Víctimas 
nos hacen sentir culpables y responsables por ellos. Date cuenta de la 
dinámica familiar que ha creado tu drama de control y concéntrate en 
la pregunta principal, que es cómo poder hacer de tu vida una vida de 
un mayor nivel a la que tuvieron tus padres. 
7. Conociendo tu misión personal : Fluir 
Una vez que hayas aclarado tus traumas, puedes construir energía a través 
de la contemplación y meditación, concentrándote en el cuestionamiento 
básico de tu vida, y empezando a hacer caso a las intuiciones, sueños, 
coincidencias sincrónicas, para llevarte a la dirección de tu propia evolución 
y transformación. 
8. La Ética Interpersonal : Animando a otros 
No puedes realizar esa evolución solo, así es que empieza a practicar la 
nueva "Ética Interpersonal" animando a quienes crucen tu camino. Habla con 
gente que espontáneamente haga contacto visual contigo. Evita las relaciones 
de interdependencia. Pon atención a los dramas de control de otras personas. 
Cuando estés en grupos, habla cuando el espíritu - en vez del ego - te 
motiven. 
9. Evolucionando a estados superiores 
El propósito es evolucionar más allá de este plano. Menos gente y más 
bosques nos ayudarán a mantener nuestra energía y a acelerar nuestra evolución. 
La tecnología hará la mayor parte del trabajo por nosotros. A medida que 
valoramos la espiritualidad más y más, eventualmente reemplazaremos la 
economía de mercado y nuestra necesidad de un empleo remunerado. Podemos 
conectarnos con la energía de Dios de una manera que tal, que eventualmente 
lleguemos a ser seres de luz, que caminen directamente al cielo".